# Declaració (lògica)
En lògica, una declaració és (a) una oració declarativa significativa que pot ser vertadera o falsa, o (b) el que és afirmat o fet per l'ús d'una oració declarativa. En aquest últim cas, una declaració és diferent d'una frase perquè la sentència és només una formulació d'una declaració, mentre que hi pot haver moltes altres formulacions que expressen la mateixa declaració.
Peter Strawson, filòsof del llenguatge, va defensar l'ús del terme «declaració» en el sentit de (b) en preferència a «proposició». Strawson va utilitzar el terme «declaració» perquè dues oracions declaratives fan la mateixa declaració si diuen el mateix de la mateixa cosa. Així, el terme «declaració» pot referir-se a una frase o alguna cosa feta (expressada) per una frase. En ambdós casos, són suposats portadors de la veritat.

## Exemples
Exemples de frases que són (o fan) declaracions:
- «Sòcrates és un home.»
- «Un triangle té tres costats.»
- «París és la capital d'Espanya.»

Les dues primeres (fan declaracions que) són verdaderes, la tercera és (o fa una declaració que és) falsa.
Exemples de frases que no són (o no fan) declaracions:
- «Qui ets tu?»
- «Corre!»
- «Verdor passeja.»
- «Vaig tenir un grunch però l'albergínia enllà.»
- «El rei de França és savi.»
- «Pegàs existeix.»

Els dos primers exemples no són oracions declaratives i, per tant, no són (o no fan) declaracions. La tercera i quarta són oracions declaratives, però, per la manca de significat, no són ni veritables ni falses, de manera que no són (o no fan) declaracions. Els exemples cinquè i sisè són frases declaratives significatives que Russell va considerar com a falses, però Stawson va declarar que no eren ni una cosa ni l'altra, ja que no fan cap declaració.

## Declaració com una entitat abstracta
En alguns tractaments, la «declaració» s'introdueix amb la finalitat de distingir una frase del seu contingut informatiu. Una declaració es considera com el contingut d'idees d'una sentència que conté informació. Així, una frase es relaciona amb la declaració que porta com un numeral amb el nombre que el representa. Les declaracions són entitats abstractes, lògiques, mentre que les oracions són gramaticals.